# Biserica de lemn din Bocșița
Biserica de lemn din Bocșița, cu hramul „Sfinții Arhangheli Mihail și Gavril”, este un monument istoric și de arhitectură din Bocșița, Sălaj. Edificiul datează din secolul al XVIII-lea.

## Istoric
În anul 1394 biserica se numea Magyarboksa (Bocșa Maghiară), în acea perioadă satul aflându-se sub dominația austro-ungară, fiind proprietatea unor nobili maghiari printre care nobilii Dulu și Ghiurfi. Din anul 2018 până în 2021 Consiliul Județean Sălaj a alocat 110.000 lei pentru restaurarea acestui monument.
După 1990 comunitatea ortodoxă și-a construit o nouă biserică, iar acest lăcaș a fost restituit Bisericii Române Unite cu Roma.

## Imagini

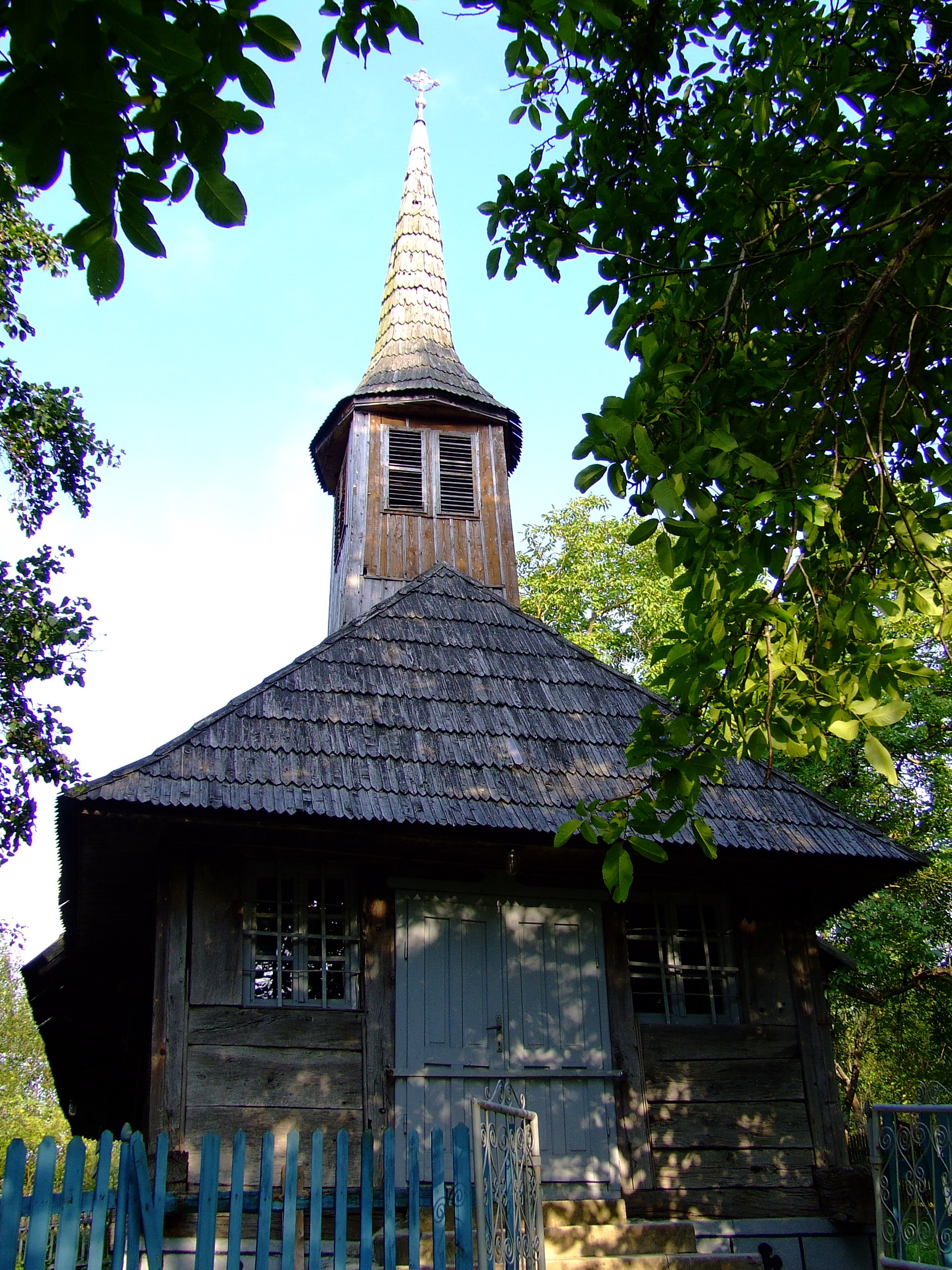
Biserica de lemn din Bocșița. Foto 2007
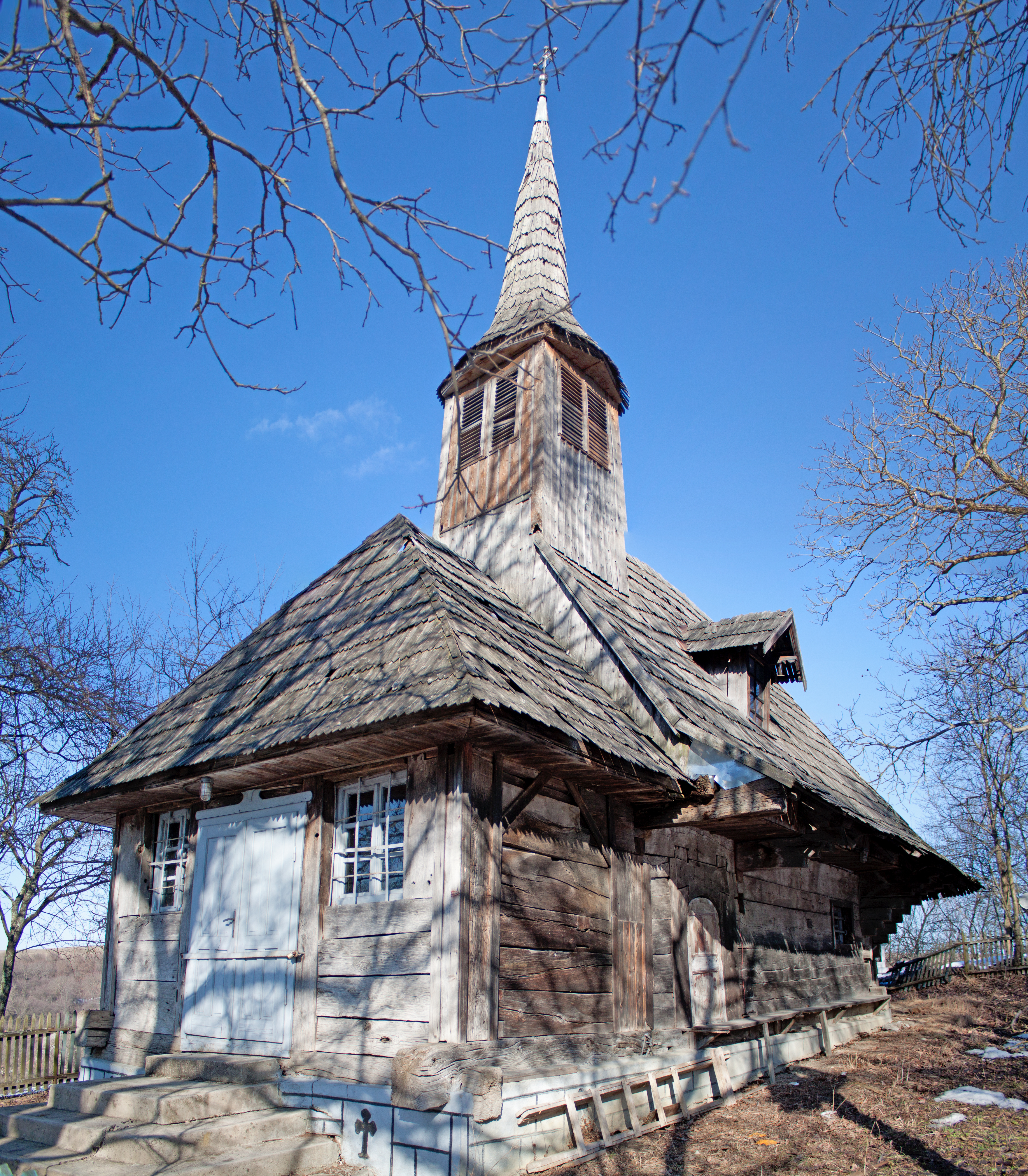
Biserica de lemn din Bocșița. Foto 2012